# ブレス (ケルト神話)
ブレスまたはブレシュ (Bres) は、ケルト神話に登場する神である。フォモール族のエラッハ(Elatha)を父に、ダーナ神族のエリウを母に持つ。
本来の名前は「エオフ」(Eochu)だが、アイルランドのあらゆる美しいものが「ブレスのように」と言われ比べられるだろうという父の予言から、ブレス（美しいもの）と呼ばれるようになった。

## 概要
ダーナ神族の王ヌアザは片腕を切り落とされたことにより王権を喪失する。彼に代わって王となったブレスはダグザの娘ブリギッドを妻に迎え入れた。しかし彼の支配は圧政であった。ダーナ神族に苛烈な税を課したのみならず、義父であるダグザに城砦を築かせ、オグマに過酷な人足を強いた。
徳や礼儀といった王としての資質が彼には不足していたため、詩人カルブレによってアイルランドで最初の風刺詩の題材にされてしまった。軍記『マグ・トゥレドの戦い』に拠れば、そのときからブレスは不運となり、いわば「疫病(神)が憑いてしまった」。王位失格はあきらかだったが、ブレスは退位まで7年間の猶予を乞うた。
そして7年後、ヌアザが腕を取り戻し王位に復帰し、暴君ブレスは追放処分となる。国外へと追いやられたブレスは父であるフォモール族のエラッハを頼り、エラッハはダーナ神族の王に返り咲こうというブレスの目論みに同調する。フォモール族の長たるバロールとインデフ・ マク・デー・ドウナンの後ろ盾を得たブレスは大軍勢を率いて、ダーナ神族に戦いを挑んだ。バロールの力によってフォモール族が勝利し、ダーナ神族はフォモール族の支配下に入る。だが第二次マグ・トゥレドの戦いで、ルーによってフォモール族の王バロールが討ち取られ、ブレスたちは敗北を喫する。
ブレスの運命は稿本によって異なる。古い稿本（軍記）においてはルーに魔法の家畜と農耕の技術を代償として差し出すことで生き長らえる。この技術は元来ダーナ神族が持っていなかったものであり、この時に補われたと解釈されている。
一方新しい稿本においてはルーに殺される。『アイルランド来寇の書』には、ルーがブレスを魔法（ドルイドの術）で殺したとしか記されない。ルーが用いた具体的手段は、地誌『ディンシェンハス』に書かれている。これによれば、ブレスによって牛乳を納税させられているマンスター王ネフタンは、ルーと魔術師フィンゴールの助言を得て、乳牛の毛をシダの炎で焦がし、亜麻の灰の粥を塗りたくり濃褐色にした。そして木製の偽牛をつくり、沼沢地の水を含ませたバケツを乳牛の乳房にみせかけ、搾乳したふりをしてその汚水をブレスに飲ませた。ゲシュの戒めにより、ブレスはこれを拒絶できず、300杯の赤茶けた水を飲んで命を失った。

## 注
1. ↑  マイヤー 2001, p. 199.
2. ↑  リース (2001, p. 637)によればダーナ神族の女性たちに支持されたため。
3. ↑  Gray (1982) tr., The Second Battle of Moytura §25, ed. CMT §25; Stokes (1891), pp. 62–63
4. ↑  Gray (1982) tr., The Second Battle of Moytura §39, ed. CMT §39; Stokes (1891), pp. 70–71
5. ↑  辺見葉子 (2007年11月4日). “2007年度第3回研究会発表「中世アイルランド文学における竪琴というモノ」”. モノ学・感覚価値研究会. 2020年2月21日閲覧。
6. 1 2  マイヤー 2001, p. 222.
7. ↑  Gray (1982) tr., The Second Battle of Moytura §149, ed. CMT §149; Stokes (1891), pp. 104–107
8. ↑  「(トゥアハ・デ・ダナーンは)最も必要な形での第三の機能――農業――を完全に欠いていた。反対に、この欠落を補おうにも、それは敵のフォモールの手にあった。だから、この辺の事情が、農業隆盛の秘密と交換にブレスが命を助けられた協約の中に要約されているのである。」(マッカーナ 1991, p. 122)
「面白いことにトゥアハ・デ族は戦争と工作技術には長けていたのに、農耕の技術を持ってはいなかった。そのために彼らは土着のフォモーレ族に頼らざるを得なかったのである。」(グリーン 1997, p. 26)
9. ↑  Macalister (1941) ed. tr. LGE ¶312, 118–121; ¶329, pp. 148–149; ¶364, pp. 180–181
10. ↑  Meyer, Kuno (1897), The Voyage of Bran, Son of Febal, to the Land of the Living: An Old Irish Saga, 2, D. Nutt, pp. 186–187